# 長田信織
長田 信織（ながた のぶおり）は、日本の男性ライトノベル作家。

## 概要
愛知県の三河出身。中学時代には学校の図書室に置かれていた赤川次郎の『三毛猫ホームズ』シリーズに夢中になった。
かつては三洋堂書店で書店員として働いていた。現在は専業作家として活動している。

## 作品
- 『ガンズ・アンド・マジック』（イラスト: ネコメガネ、電撃文庫〈KADOKAWA〉）[3]
- 『東京ドラゴンストライク』（イラスト: 緒原博綺、電撃文庫〈KADOKAWA〉）[4]
- 『数字で救う！弱小国家』（イラスト: 紅緒、電撃文庫〈KADOKAWA〉）[5]
- 『理系な彼女の誘惑がポンコツかわいい』（イラスト: うまくち醤油、角川スニーカー文庫〈KADOKAWA〉）[6]
- 『美少女エルフ（大嘘）が救う! 弱小領地 〜万有引力だけだと思った? 前世の知識で経済無双〜』（イラスト: にゅむ、電撃文庫〈KADOKAWA〉）[7]
- 『異世界のすみっこで快適ものづくり生活 〜女神さまのくれた工房はちょっとやりすぎ性能だった〜』（イラスト: 東上文、電撃の新文芸〈KADOKAWA〉）[8]